# Partito Comunista dei Popoli di Spagna
Il Partito Comunista dei Popoli di Spagna (in spagnolo Partido Comunista de los Pueblos de España - PCPE) è un partito politico spagnolo marxista-leninista fondato nel 1984.

## Storia
Il partito fu fondato da alcuni movimenti come il Partito Comunista Unificato di Spagna o il Movimiento para la Recuperación del PCE che confluirono tutti in un'unica formazione per ostacolare la linea eurocomunista adottata dal Partito Comunista di Spagna di Santiago Carrillo sin dagli anni 1970.
Nel corso degli anni molte componenti si associarono al PCPE, come alcune lo abbandonarono. Dal 1986 al 1988 ha fatto parte della coalizione Sinistra Unita, riavvicinandosi in parte al PCE, tanto che alcuni suoi membri ritornarono in questa formazione. Dal 1989 al 2023 il PCPE ha regolarmente presentato liste indipendenti alle elezioni generali. Nel 2002 avvenne la fusione con la maggioranza del Partito Comunista Operaio Spagnolo, che però si ricostituì come partito autonomo nel 2010.
Dal 2013 aderisce all'Iniziativa dei Partiti Comunisti e Operai d'Europa.
Nel 2019 una scissione ha portato alla fondazione del Partito Comunista dei Lavoratori di Spagna. I Collettivi dei Giovani Comunisti, organizzazione giovanile del PCPE già distaccatasi nel 2017, si sono affiliati alla nuova formazione.
Alle elezioni generali del 2023 il partito decide per la prima volta dal 1989 di non presentare proprie liste a livello nazionale e chiedendo di annullare la scheda. Solo la sezione locale delle Isole Canarie, il Partido Comunista del Pueblo Canario, decide di concorre localmente nei due collegi elettorali delle isole in coalizione con Ahora Canarias.

## Ideologia
Non ripudia l'esperienza sovietica, compresa quella intercorsa durante il periodo staliniano, e si ispira ai partiti comunisti del vecchio blocco orientale. Per contro, è molto critico nei confronti della classe dirigente successiva alla morte di Stalin, individuando nella figura di Chruščëv l'inizio della degenerazione e dello smantellamento del socialismo in URSS. Il partito rifiuta il trotskismo. Il PCPE persegue l'obiettivo dell'edificazione del socialismo-comunismo e il superamento della società capitalista.

## Risultati elettorali
| Elezioni      | Voti                                   | %                 | Seggi |
| ------------- | -------------------------------------- | ----------------- | ----- |
| 1986          | in Sinistra Unita                      | in Sinistra Unita | 1     |
| 1989          | 62.664                                 | 0,31              | 0     |
| 1993          | 10.233                                 | 0,04              | 0     |
| 1996          | 14.513                                 | 0,06              | 0     |
| 2000          | 12.898                                 | 0,06              | 0     |
| 2004          | 12.979                                 | 0,05              | 0     |
| 2008          | 20.030                                 | 0,08              | 0     |
| 2011          | 26.254                                 | 0,11              | 0     |
| 2015          | 31.179                                 | 0,12              | 0     |
| 2016          | 26.627                                 | 0,11              | 0     |
| Aprile 2019   | 17.101                                 | 0,07              | 0     |
| Novembre 2019 | 14.023                                 | 0,06              | 0     |
| 2023          | 1.640 in coalizione con Ahora Canarias | 0,01              | 0     |
| Fonte         |                                        |                   |       |